# Reazione di Bucherer
La Reazione di Bucherer è una reazione di chimica organica consistente nella sostituzione di un ossidrile di un naftolo con un gruppo amminico a opera del bisolfito di sodio in presenza di ammoniaca o di una ammina primaria, a temperatura elevata e sotto pressione.
Il chimico francese Lepetit fu il primo a scoprire la reazione nel 1898, ma fu il chimico tedesco Hans Theodor Bucherer (1869-1949) che scoprì, indipendentemente da Lapetit, la sua reversibilità e le sue potenzialità per la chimica soprattutto industriale. Bucherer pubblicò i risultati nel 1904 e il suo nome fu associato subito alla reazione. La reazione tuttavia viene anche chiamata reazione di Bucherer-Lepetit o, erroneamente, reazione di Bucherer Le Petit.

## Meccanismo
Nel primo stadio del meccanismo di reazione un protone si aggiunge a un atomo di carbonio con un'alta densità di elettroni, quindi preferibilmente o il C2 o il C4 dell'1-naftolo (1).
Questo porta ad un addotto stabilizzato per  risonanza 1a-1e.
La  dearomatizzazione del primo anello nafalenico, avviene con un rilascio di energia pari a 25 kcal/mol.
Nel passo successivo un anione bisolfito attacca il carbonio C3 nello stato indicato dalla figura 1e. Il risultato è la formazione di 3a che  tautomerizza nella forma più stabile di acido chetosolfonico (3b).
Segue un'addizione nucleofila da parte dell'ammina con la formazione di 4a e il suo tautomero 4b perde acqua per formare il catione 5a, stabilizzato per risonanza. Questo composto viene deprotonato a immina 5b o enammina 5c, in equilibrio fra di loro. Infine l'enammina elimina sodio bisolfito con la formazione della nafalammina 6
È importante ribadire che questa è una reazione reversibile.
La reazione può essere riassunta in questo modo: